# 2025년 벨리즈 총선거
2025년 벨리즈 총선거는 2025년 3월 12일 벨리즈에서 실시된 총선으로 하원(House of Representatives) 의원 31명을 선출했다. 인민통일당(PUP)이 이끄는 집권 여당이 분열된 야당인 통합민주당(UDP)을 누르고 2선에 성공했다.

## 결과
현재 여당인 인민통일당은 통합민주당이 5석을 차지한 것에 반해 26석을 차지했다. 인민통일당은 유일한 패배를 Cayo West에서 기록했으며, 현직 의원인 Jorge "Milin" Espat가 통합민주당의 Mike Guerra에게 패했다. 그러나 통합민주당 후보인 Devin Daily는 Collet에서 Patrick Faber를 꺾고 승리했다. Patrick Faber는 2003년부터 해당 지역구를 유지해왔다. 한편 통합민주당 측에서는 Hugo Patt과 Tracy Panton이 각각 의석을 성공적으로 방어했으며, Queen's Square에서도 자리를 지켰다. 통합민주당의 내부 분열은 Mesopotamia에서 두드러졌는데, 이 지역에서 Lee Mark Chang이 인민통일당 후보와 통합민주당 현직 의원 샤인를 모두 제치고 승리했다.
인민통일당은 이전 선거보다 더 높은 득표율을 기록했지만, 전체 투표율은 독립 이후 최저치를 기록했다.